# 송우중학교
송우중학교(松隅中學校)는 대한민국 경기도 포천시 소흘읍 송우리에 있는 공립 중학교이다.

## 학교 연혁
- 2003년 10월 20일 : 송우중학교 설립인가(4학급)
- 2006년 3월 1일 : 박정수 초대 교장 부임
- 2006년 3월 2일 : 1학년 4학급 158명 입학
- 2006년 7월 14일 : 개교기념식
- 2007년 6월 3일 : 학교 숲 조성 사업
- 2007년 11월 30일 : 2층 어학실 설치
- 2007년 12월 20일 : 1층 도서실 확장 및 환경개선 사업
- 2008년 3월 2일 : 특수학급 2학급 설치
- 2008년 9월 14일 : 교과부 지정 사교육 없는 학교 운영 시작
- 2008년 10월 29일 : 4층 과학실 현대화 사업
- 2008년 11월 7일 : 3층 급식실 증축 사업
- 2009년 2월 12일 : 제1회 졸업식(159명)
- 2012년 3월 1일 : 혁신학교 예비교지정 운영
- 2012년 9월 1일 : 혁신학교 본지정 운영
- 2016년 9월 1일 : 혁신학교 재지정
- 2021년 10월 15일 : 한빛관(체육관) 준공
- 2023년 3월 1일 : 제6대 정일범 교장 취임
- 2023년 3월 2일 : 제18회 입학식(6학급 174명)
- 2024년 1월 4일 : 제16회 졸업 184명, 총 3,244명

## 참고 자료
- 송우중학교 - 한국교육학술정보원 학교알리미